# Lopirazepam
Il lopirazepam (INN) è un analogo delle benzodiazepine a breve durata d'azione del tipo piridodiazepinico (nello specifico, l'analogo piridodiazepinico del lorazepam) con proprietà ansiolitiche e ipnotiche. Non è mai stato commercializzato.